# He never married
"He never married" ("Ele nunca se casou") era uma frase usada em obituários britânicos como eufemismo no caso de o falecido ser homossexual. O seu uso data da segunda metade do século XX e pode ser encontrado em formas codificadas e não codificadas, como quando o indivíduo nunca se tinha casado mas não era homossexual. Uma expressão semelhante é "confirmed bachelor" ("solteiro confirmado").

## Uso
Obituários tradicionais terminavam com um resumo dos membros da família imediata do falecido, geralmente o cônjuge (se ainda vivo) e os filhos. A frase "He never married" tornou-se, assim, um eufemismo tipicamente usado em obituários para insinuar que o falecido era homossexual. Sexo entre homens no Reino Unido era ilegal até 1967, logo, poucos homens eram assumidamente gays.
Em 2006, Nigel Rees determinou que o uso da expressão datava principalmente da segunda metade do século XX e acrescentou que também era usada para evitar a palavra "gay" em obituários de homens assumidamente homossexuais mas que não gostavam desse termo. Em 2007, Bridget Fowler constatou que a expressão era usada sem qualquer duplo sentido no seu livro O Obituário como Memória Coletiva.
No entanto, Rose Wild, do The Times, referiu que, mesmo quando usada de forma aparentemente não codificada, em obituários mais antigos, a frase podia ainda revelar pormenores sobre a sexualidade do indivíduo, apresentando como exemplo um obituário datado de 1923 de um professor que referia que "Nunca se casou", seguindo-se a frase "Usualmente passava férias numa pequena pousada frequentada por marinheiros, em Falmouth". Em 2017, Wild explicou, no The Times, que o uso da frase começou a desaparecer no fim dos anos 80, "mas não antes de se tornar absurdo", referindo-se ao seu uso "inútil" em obituários de Robert Mapplethorpe (fotógrafo conhecido pelos seus polémicos trabalhos sobre a cultura BDSM gay e cenas eróticas entre casais homossexuais, falecido em 1989) e Danny La Rue (cantor e entertainer famoso por atuar em drag, assumidamente homossexual, falecido em 2009).

## Solteiro Confirmado
Uma frase semelhante, "confirmed bachelor" ("solteiro confirmado") foi usada na segunda metade do século XX pela revista satírica Private Eye, como um dos seus vários eufemismos e piadas internas. Rose Wild, no entanto, referiu, em maio de 2016, que só fora capaz de encontrar cerca de uma dúzia de utilizações de "confirmed bachelor" nos obituários do The Times, alguns dos quais inclusive de forma não codificada, questionando-se sobre se a frase seria assim tão popular fora do mundo do Private Eye.

## Ver Também
- Invertido - termo desatualizado referente à homossexualidade
- Lavender Marriage - casamento de conveniência entre um homem e uma mulher, realizado para ocultar a orientação sexual socialmente estigmatizada de um ou ambos os parceiros.
- Apagamento queer - termo que descreve a exclusão da história LGBT da história pública
- Casamento entre pessoas do mesmo sexo
- Solteirona - termo para mulher solteira, geralmente com conotação pejorativa